# Wow (film)
Pour les articles homonymes, voir Wow.
 Wow  est un film de Claude Jutra produit par l’ONF en 1969. 

## Synopsis
Dans ce film Claude Jutra suit neuf jeunes, trois filles et six gars, dans leurs questions et leurs contestations. Leurs conversations sur l’autorité ou le pouvoir, les conflits sociaux, la liberté individuelle, la drogue, l’amour, la sexualité, au bord de l’engagement d’une vie offrent un portrait vivant de la jeunesse. Comment assumer sa liberté et vieillir ? Comment s’engager sans être récupéré ? En contribuant au film, ce groupe de jeunes a permis la production d’un film aux teintes de la jeunesse. 

## Fiche technique
- Réalisation : Claude Jutra
- Production : Robert Forget
- Images : Gilles Gascon et André-Luc Dupont
- Montage : Claire Boyer, Yves Dion et Claude Jutra
- Mixage : Michel Descombes et Roger Lamoureux
- Son : Claude Delorme et Claude Hazanavicius
- Musique : Pierre F. Brault et Jim Solkin

## Interprètes
- Danielle Bail
- Pierre Charpentier
- Dave Gold
- Marc Harvey
- François Jasmin
- Michèle Mercure
- Philippe Raoul
- Monique Simard
- Philippe Dubé (Phlis)

## Wow 2
En 2002, 33 ans après le tournage de Wow, le cinéaste Jean-Philippe Duval reprend la formule avec des jeunes du même âge, dans Wow 2 .